# Екзамен (оповідання, 1884)
«Екзамен» — оповідання Бориса Грінченка 1884 року. Зображується жалюгідний  стан сільської школи, залежність учителів від інспекторів-нездар та непедагогічність навчання українських дітей чужою для них російською мовою.

## Сюжет
Оповідання можна поділити на дві частини. Перша — очікування приїзду до Тополівської школи члена шкільної ради, який має прийняти у старших учнів екзамен на «свідоцтво». Друга ж частина повністю зосереджена на інспекторові Куценку, якого Грінченко зображує у сатиричному світлі.

## Образ члена шкільної ради
Інспектор зображений як «значна особа», яка здійснює «компетентну перевірку» в одній з сільських шкіл:
«Пан Куценко років 25-30 був волосним писарем, а жінка його торгувала бакалією. І в писарстві, і в крамарстві йому так пощастило, що через десять років він мав уже свою крамницю в повітовому місті і, потроху посуваючись угору, зробився з писаря значною особою в місті. Недавнечко він був міським головою, а тепер директором повітового банку, що через його ж шахрайства незабаром мав впасти, і разом він — член земської управи і шкільної ради,— тим і їздить він по сільських школах на екзамени яко голова "екзаменаційної комісії". »
Удаючи із себе пана, інспектор Куценко змішує російські та українські слова, а сама його мова характеризується невмінням правильно будувати речення, алогізмом. Строгість виконання інспектором своїх обов'язків раптово зникає після пропозиції батюшки «закусить», де під горілку має підписатися екзаменаційний протокол.